# Omicron acapulcense
Omicron acapulcense är en stekelart som först beskrevs av Cameron 1912.  Omicron acapulcense ingår i släktet Omicron och familjen Eumenidae. Utöver nominatformen finns också underarten O. a. tenulum.